# اینیاکی گویکوتکسا
اینیاکی گویکوتکسا (انگلیسی: Iñaki Goikoetxea؛ زادهٔ ۶ مهٔ ۱۹۸۲) بازیکن فوتبال اهل اسپانیا است.
از باشگاه‌هایی که در آن بازی کرده‌است می‌توان به باشگاه فوتبال اتلتیک بیلبائو بی اشاره کرد.